# Meriam George
Meriam George (tiếng Copt: ⲙⲁⲣⲓϩⲁⲙ ⲅⲉⲱⲣⲅⲉ, tiếng Ả Rập Ai Cập: مريم چورچ, IPA: [ˈmeɾjæm ˈʒoɾʒ]sinh năm 1987 tại Cairo, Ai Cập) là một nữ hoàng sắc đẹp. Năm 18 tuổi, cô đoạt vương miện Hoa hậu Ai Cập 2005. Cô đại diện cho quốc gia này tại Hoa hậu Hoàn vũ 2005, Hoa hậu Liên lục địa 2005 và Hoa hậu Trái Đất 2006. Ở Hoa hậu Liên lục địa, cô vào Bán kết còn ở Hoa hậu Trái Đất 2006, cô lọt Top 8. Vào tháng 10 năm 2013, cô đã tới Seoul, Hàn Quốc tham dự Hoa hậu Siêu tài năng Thế giới Châu Á Thái Bình Dương 2013 và đoạt Á hậu 1.
. Egypt's best showing in the grand slam pageants since Antigone Costanda was Miss World in 1954.